# BAW (Amphibienfahrzeug)
BAW ist der Name eines in der Sowjetunion entwickelten Amphibienfahrzeugs. Das geländegängige ungepanzerte Fahrzeug wurde in der Sowjetarmee und anderen Streitkräften des Ostblocks zum Übersetzen von Fahrzeugen und Technik über Wasserhindernisse genutzt. Der Name BAW steht für БАВ - russisch большой автомобиль водоплавающий und bedeutet sinngemäß großes schwimmfähiges Kraftfahrzeug. Diese Bezeichnung wurde in den sowjetischen Streitkräften genutzt, die Bezeichnung des Herstellers lautet ZIS-485 (ЗИС-485).
Neben dem BAW existiert auch der GAZ-46, der als MAW (kurz für малый автомобиль водоплавающий, deutsch kleines schwimmfähiges Kraftfahrzeug) bezeichnet wurde.

## Entwicklung
Die Erfahrungen des Zweiten Weltkrieges hatten gezeigt, dass Streitkräfte Möglichkeiten zum Überwinden von Wasserhindernissen benötigten. Ponton- und andere Brücken hatten den Vorteil großer Tragfähigkeit, benötigten aber viel Zeit zum Aufbau und konnten aus Kapazitätsgründen nicht über alle Wasserhindernisse errichtet werden. Brückenlegepanzer waren dagegen sehr mobil, konnten aber nur schmale Wasserläufe überbrücken. Im Rahmen des Lend-Lease Act erhielt die Sowjetunion aus den USA Amphibienfahrzeuge DUKW, mit dem Kraftfahrzeuge, Geschütze und Soldaten übergesetzt werden konnten. Das Fahrzeug war schnell verlegbar, geländegängig und ermöglichte den Transport der meisten sowjetischen Artillerie- und Lkw-Typen. Da sich der DUKW bewährte, sollte das Fahrzeug nach Auslaufen der Lieferungen aus dem Lend-Lease Act in der Sowjetunion nachgebaut werden. Mit der Entwicklung wurde das Sawod imeni Stalina  (Завод имени Сталина) beauftragt. Als Basis diente der Lkw ZIS-151 bzw. später der ZIL-157. Die ersten Erprobungsmuster konnten 1950 fertiggestellt werden. Nach erfolgreicher Erprobung begann die Serienproduktion 1952 unter der Bezeichnung ZIS-485 im Stalinwerk, wurde aber später die Serienproduktion in das Brjanski Awtomobilny Sawod (Брянский автомобильный завод) verlegt. 1965 wurde die Produktion eingestellt. In die Bewaffnung der Sowjetarmee wurde das Fahrzeug 1953 aufgenommen.
Ursprünglich war geplant, das Amphibienfahrzeug unter der Bezeichnung DAZ-485 im ukrainischen Dnepropetrowski Awtomobilny Sawod zu fertigen. Da das Werk aber die geplante Massenproduktion von Fahrzeugen erst Jahre später in einem völlig anderen Zusammenhang aufnahm, musste die Idee verworfen werden. Erkennbar blieb das Vorhaben jedoch an der genormten Typenbezeichnung. Gemäß dem gültigen Bezeichnungssystem von 1945 war die Nummer 485 für Fahrzeuge von DAZ vorgesehen, nicht für ZIS.

## Konstruktion

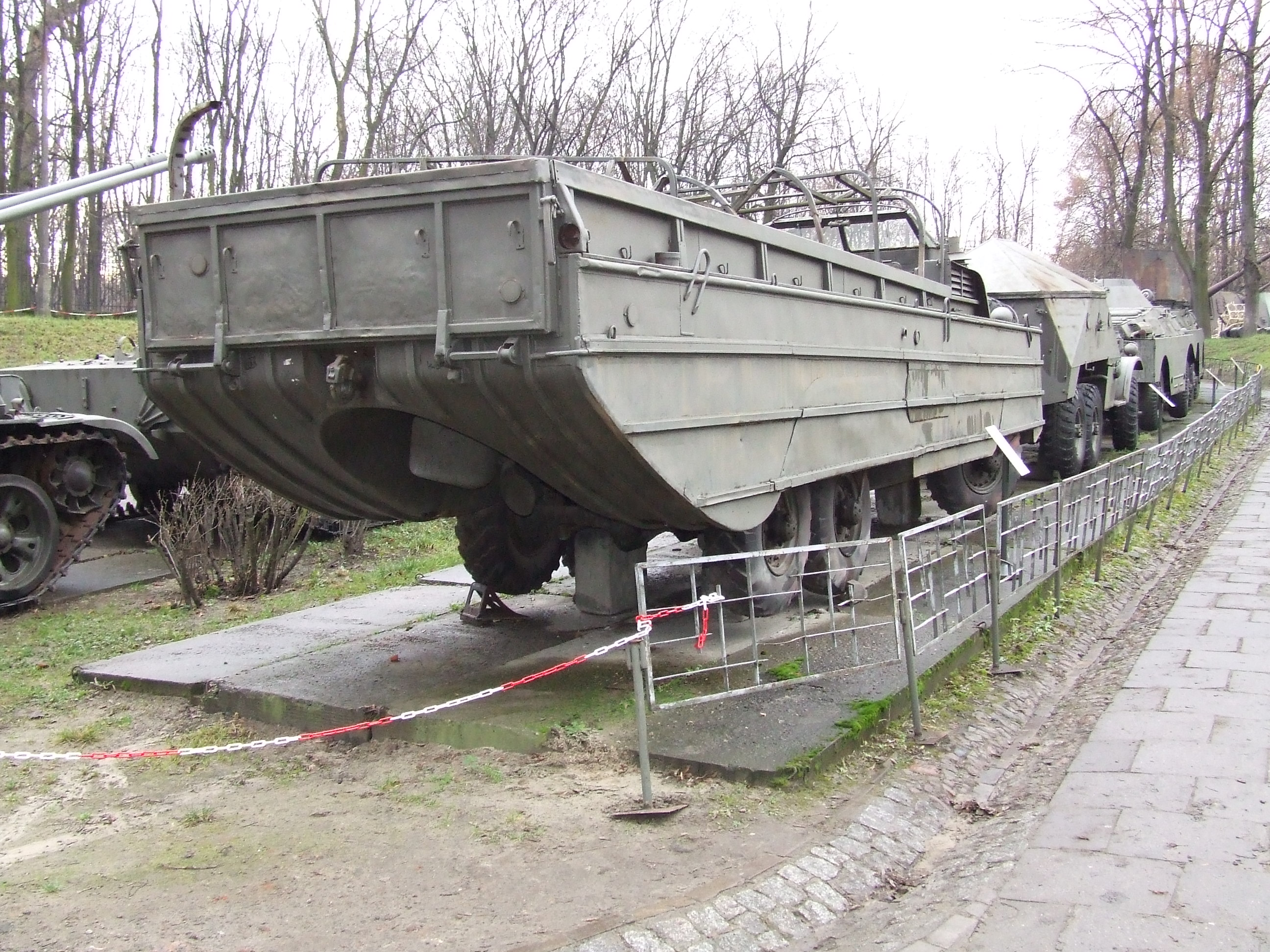
Heckklappe des BAW

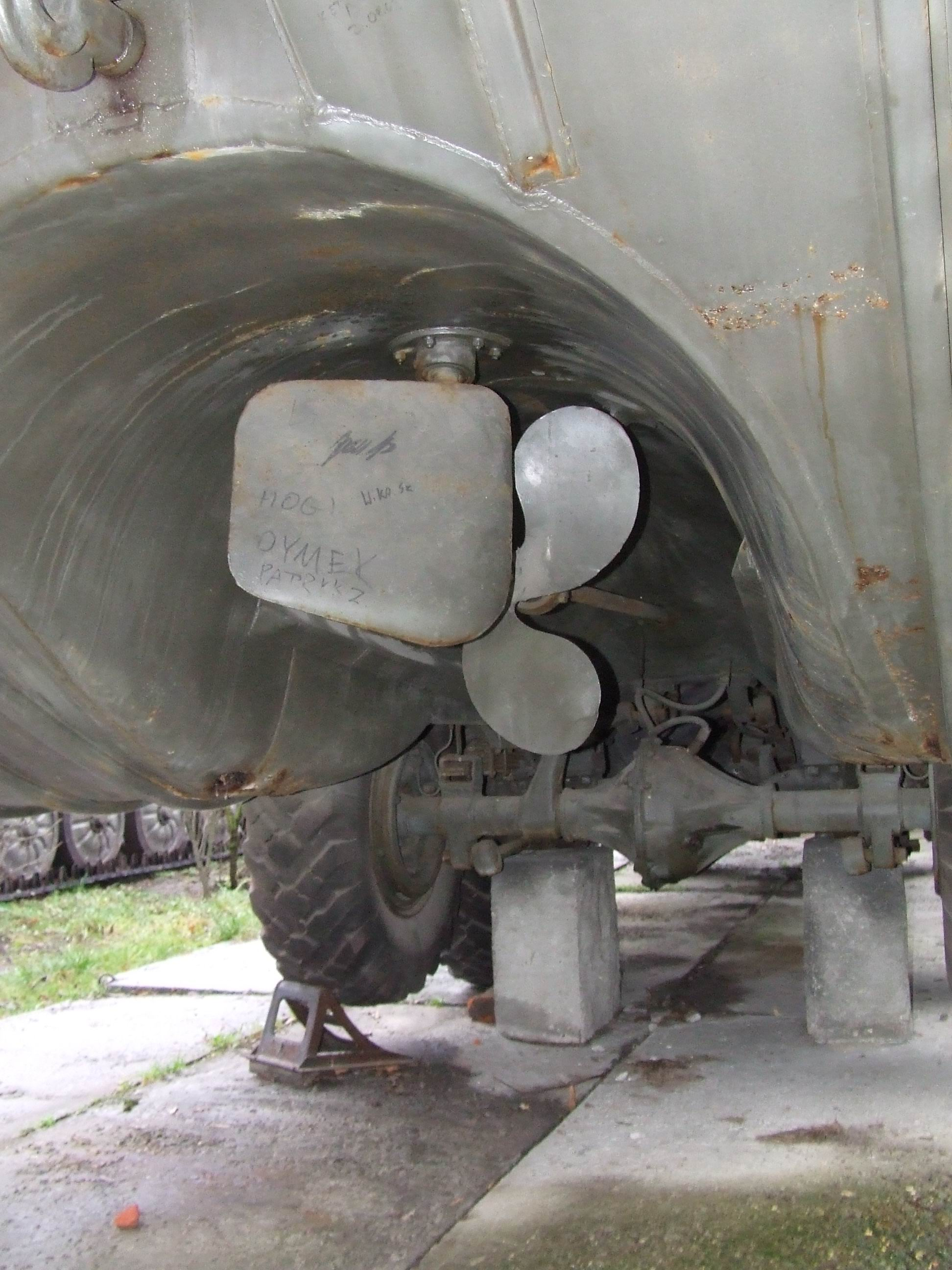
Propeller und Ruder des BAW

Die Konstruktion folgt grundsätzlich der des DUKW. Das Fahrzeug ist nicht selbsttragend, auf den Rahmen des ZIS-151 wurde der wasserdicht verschweißte Aufbau gesetzt. Der Aufbau ist nach oben offen und in drei Abteilungen unterteilt. Im vorderen Teil befindet sich der Motor und die Auslässe für die Kühlluft. Im mittleren Teil ist der Führerstand mit den Bedienelementen und den Plätzen für Fahrer und Kommandant untergebracht. Die Bedienelemente wurden ebenfalls vom ZIS-151 übernommen. Im hinteren Teil des Fahrzeuges befindet sich die Ladefläche. Um das Beladen zu erleichtern, kann die Heckklappe abgeklappt werden. Eine Seilwinde, die im Fahrzeugbug installiert ist, kann ebenfalls zum Be- und Entladen genutzt werden. Sie wird vom Fahrmotor angetrieben. 
Der Motor wurde vom Schützenpanzerwagen BTR-152 übernommen, die Kraftübertragung wieder vom ZIS-151. Es handelt sich um einen Sechszylinder-Vergasermotor, der bei 2900 min−1 eine Leistung von 81 kW (110 PS) abgibt. Der Hubraum beträgt 5550 cm³. Die Nebenaggregate wurden für den Einsatz in einem Amphibienfahrzeug angepasst. Weiterhin erhielt der Motor einen Drehzahlbegrenzer. Über eine Zweischeiben-Trockenkupplung wird das Wechselgetriebe mit fünf nicht synchronisierten Vorwärtsgängen angetrieben. Es werden permanent alle Achsen angetrieben, eine Ausgleichsgetriebesperre ist nicht vorhanden. Im Wasser wird der BAW durch einen Propeller angetrieben. Gesteuert wird das Fahrzeug im Wasser durch ein Ruder, das im Strahl der Propeller liegt.
Die Konstruktion ermöglicht hohe Fahrleistungen auf der Straße, war aber nur bedingt im Gelände einsetzbar. Da eine Ausgleichsgetriebesperre fehlt, ergaben sich im Einsatz Probleme beim Befahren steiler Uferböschungen. Die Höchstgeschwindigkeit auf Straßen liegt bei 60 km/h und auf dem Wasser bei 7 km/h. An Land und auf dem Wasser beträgt die Nutzlast 2500 Kilogramm. Hindernisse bis zu einer Höhe von 400 Millimeter können überschritten werden, die Steigfähigkeit liegt bei 58 %. Der BAW kann ein Geschütz, einen kleineren Lkw bis zur Größe eines GAZ-63 oder bis zu 28 Soldaten transportieren.
Mit Einführung des ZIL-157 wurden Rahmen, Kraftübertragung und Bedienelemente dieses Lkw für den BAW genutzt. Das Fahrzeug erhielt nun die Bezeichnung ZIL-485A, die militärische Bezeichnung lautete entsprechend BAW-A.

## Einsatz
In der Sowjetarmee wurde der BAW in den Übersetz-Kompanien (russisch переправочная-десантная рота) der Pionierbataillone (russisch инженерно-саперный батальон) eingesetzt. Je Division waren zwei derartige Kompanien mit zwanzig Fahrzeugen vorhanden. In nach sowjetischem Vorbild strukturierten Streitkräften waren die mit BAW ausgerüsteten Übersetzkräfte ähnlich aufgebaut. Abgelöst wurde der BAW in der Sowjetarmee in den Übersetz-Kompanien ab Mitte der 1960er Jahre. Die freiwerdenden Fahrzeuge wurden den Brückenbaubataillonen als Hilfsfahrzeuge zugeteilt.
In der Nationalen Volksarmee (NVA) wurde der BAW ab 1956 eingesetzt, jedoch nur als bedingt tauglich eingeschätzt.